# Dialecto gaúcho

Estado de Río Grande del Sur

El gaúcho es un dialecto del portugués hablado en Río Grande del Sur, y en partes de los estados de Paraná y de Santa Catarina. Fuertemente influenciado por el español, debido a la colonización hispana, y con influencias del guaraní y de otras lenguas indígenas, posee diferencias léxicas y semánticas muy numerosas en relación con el portugués estándar - lo que causa, muchas veces, dificultad de comprensión en el diálogo informal entre dos habitantes riograndenses por parte de personas de otras regiones brasileras, aun cuando ellos se hagan entender perfectamente cuando hablan con brasileros de otras regiones. En la frontera con Uruguay y Argentina la influencia castellana se acentúa (dialecto gaúcho fronterizo), mientras que las regiones colonizadas por alemanes e italianos mantienen influencias propias de las lenguas traídas desde Europa. Algunas palabras de origen africano y, hasta de la lengua quechua, pueden ser también encontradas en este dialecto. Fue publicado un diccionario "gaúcho-brasilero" del filólogo Batista Bossle, listando las expresiones regionales y sus equivalentes en la norma culta.

## Fonología
La fonología es próxima al castellano rioplatense, siendo algunas de sus características el ritmo silábico del habla, la vocalización "u" de la "l" al final de las sílabas, y la menor importancia de las vocales nasales, prácticamente restringida a la vocal "ã" y a los diptongos "ão" e "õe".
Gramaticalmente, una de las características más notables es el uso del pronombre "tu" en vez de "você" (diferente del usado en São Paulo), pero con el verbo en tercera persona ("tu ama", "tu vende", "tu parte"). Sin embargo, no es raro oír la conjugación de "tu" correcta. Y en el interior de Rio Grande do Sul, otra característica es la ausencia de reducción de la última vocal en palabras terminadas en "e" (por ejemplo, "leite", "frente"), diferentemente de otras regiones del país (y de la capital Porto Alegre) que cambian la "e" por "i" ("leiti", "frenti").

## Otras variaciones
En Rio Grande do Sul, además de este dialecto, se habla también el Riograndenser Hunsrückisch, otro dialecto hablado entre los colonos alemanes y también el talian, hablado por los colonos italianos. Son considerados dialectos nativos, una vez que, aún provenientes de idiomas foráneos (alemán y véneto), se han desarrollado en Rio Grande do Sul.
- Datos: Q10266001